# Helge Jacobsen
Helge Jacobsen (* 2. Januar 1915 in Kopenhagen; † 2. August 1974 in Härnösand) war ein dänischer Radrennfahrer.

## Sportliche Laufbahn
Jacobsen startete für den Verein Banerytternes Klub Kopenhagen. Er war Teilnehmer der Olympischen Sommerspiele 1936 in Berlin. Bei den Spielen bestritt er mit dem Vierer Dänemarks die Mannschaftsverfolgung, sein Team belegte den 8. Platz. 1937 bis 1948 fuhr er als Berufsfahrer, allerdings ohne größere Erfolge zu erzielen.

## Berufliches
Beruflich war er als Maschinist und später als Maschinenmeister tätig. 